# Achillodynie
Die Achillodynie („Paratenonitis achillea“, Fersenschmerz, Achillessehnentendopathie, „Tendopathie der Achillessehne“) ist ein Schmerzsyndrom der Achillessehne, also des Ansatzes der Wadenmuskulatur am Fersenbein. Diese Tendopathie der Achillessehne sei „sehr häufig bei Hochleistungssportlern zu finden.“
Sie gehört unter anderem mit dem Golferellenbogen und dem Tennisellenbogen in die Gruppe der Insertionstendopathien. Es handelt sich um eine entzündliche Reaktion auf eine mechanische Schädigung von Sehnengewebe durch Mikrotraumata und damit um eine eher häufige Erkrankung. Die Veränderungen im Gewebe treten in der Regel ca. 2–6 cm oberhalb des Ansatzes am Fersenbein auf.

## Etymologie
Etymologisch setzt sich das Wort zusammen aus altgriechisch und neugriechisch-gelehrt Ἀχιλλεύς Achilleús [akʰilleǔ̯s] (für die Achillessehne) und -odynie (von ὀδύνη odyne „Schmerz“). Weil im Fachbegriff das Wort Sehne fehlt, spricht der Brockhaus bei dem Doppelwort von einer Kurzbildung.

## Ursachen
Als Ursache der Achillodynie wird eine lokale, meist chronische Überbeanspruchung der Achillessehne angesehen, wobei ständige gleichförmige Belastungen (Langstreckenlauf) genauso vorkommen wie ungewohnte, kurze Tätigkeiten (Aufnahme eines neuen Sportes). In vielen Fällen ist die Ursache nicht erkennbar. Daneben treten Achillodynien aber auch als Folge anderer Erkrankungen wie Arthrose des Sprunggelenkes oder einer Fußdeformation auf.

## Grunderkrankungen
Die vor allem bei Belastung eines Beines auftretenden Fersenschmerzen (mit Beteiligung der Achillessehne und der Schleimbeutel) werden oftmals zurückgeführt auf eine Periostitis calcanei, einen Kalkaneussporn (Fersensporn) bei der Haglund-Ferse, eine Achillobursitis oder auf Unfallfolgen.

## Symptome
Leitsymptom der Achillodynie ist der in seiner Intensität belastungsabhängige Schmerz im Verlauf der Achillessehne, meist verbunden mit einer Schwellung. Tritt bei Bewegung ein Reibegeräusch auf, so spricht man von einer Paratenonitis crepitans.

## Diagnostik
In der Regel reichen eine klinische Untersuchung und eine Sonographie zur Diagnosesicherung aus. Gelegentlich ist eine Röntgenuntersuchung zum Ausschluss eines hinteren Fersensporns und bei einem Verdacht auf ein Haglund-Syndrom sinnvoll.

## Geschichte
Früher wurde die Achillodynie nach Max Schüller als „schmerzhafte Entzündung des Schleimbeutels zwischen Achillessehne und Fersenbein“ mit „heftigem Schmerz und geringer Schwellung, oft metastatisch bei Gonorrhoe,“ (also als Achillobursitis) erklärt. „Die Achillessehnen können Sitz von kleineren oder größeren Gummageschwülsten sein.“ Man sah also sowohl die Syphilis als auch den Tripper in Zusammenhang mit Achillessehnenschmerzen.

## Andere Definition
Nach Karl Joachim Münzenberg ist die Achillodynie „kein umschriebenes Krankheitsbild, sondern umfaßt alle Schmerzzustände, die in die nähere Umgebung des Ansatzes der Achillessehne am Fersenbein projiziert werden. Im wesentlichen sind es folgende Krankheitserscheinungen, die hier eine Rolle spielen“: Haglund-Exostose (Achillobursitis), Insertionstendopathie der Achillessehnen, Paratenonitis achillea und Apophysitis calcanei.

## Therapie
- Regelmäßige Dehnung der Wadenmuskulatur – aber nicht, indem das Bein der zu dehnenden Wade nach hinten gestreckt wird, wie von der Skigymnastik bekannt (diese Dehnung ist zu schwach und wenig effizient). Vielmehr sollte im aufrechten(!) Stand ein Holzklotz, Keil o. Ä. unter den Vorderfuß gelegt werden.
- Kühlung, z. B. durch Eisbehandlungen.
- Belastungsreduktion.
- Entlastung – die Sehne kann durch eine Absatzerhöhung in ihrer Grundspannung entlastet werden (nur kurzzeitig, da es sonst zu einer Verkürzung führt).
- Salbeneinreibungen, z. B. mit Diclofenac.
- Spezielle Bandagen.
- Massagen sind unter Ärzten umstritten.
- Physiotherapie, u. a. mit exzentrischem Muskeltraining unterhalb der Schmerzschwelle
- Injektionen mit Kortison sind unter Ärzten umstritten, weil neben einer guten Wirksamkeit das Risiko von Sehnenrissen erhöht wird (dieses ist bereits durch die Erkrankung selbst erhöht).
- Die Stoßwellentherapie ist eine relativ neue Therapieoption. Von der bundesdeutschen gesetzlichen Krankenversicherung wird sie wegen ihrer umstrittenen Wirksamkeit nicht übernommen.
- Sensomotorische Einlagen
- Strahlentherapie kann unter Abwägung des Strahlenrisikos hilfreich sein.
- Simultanverfahren mit Ultraschall.
- bei lange bestehenden, konservativ nicht beherrschbaren Beschwerden sind die Längsspaltung der Sehne und die Ausschälung des abgestorbenen Bezirks hilfreich

## Prognose
Bei günstigem Verlauf klingt die Achillodynie unter der genannten Therapie wieder ab. Chronische Verläufe sind aber nicht selten. Eine Komplikation ist der Riss der Sehne (Achillessehnenruptur).